# Xernaque (província)
Xernaque (em turco: Şırnak) é uma província do sudeste da Turquia, situada na região do Sudeste da Anatólia, com capital na cidade homónima. Tem 7 078 km² de área e em dezembro de 2021 tinha 546 589 habitantes (densidade: 77,2 hab./km²).
| Províncias adjacentes à de Xernaque |                |             |
| Mardim e Sirte                      | Sirte e Vã     | Vã e Cacari |
| Mardim                              |                | Cacari      |
| Síria                               | Síria e Iraque | Iraque      |

A província faz parte do chamado Curdistão turco, faz fronteira com a Síria e com o Iraque, tem uma população mista de sírios, curdos, turcos e árabes. Está subdividida nos seguintes distritos:
- Beytüşşebap
- Cizre
- Güçlükonak
- İdil
- Silopi
- Xernaque
- Uludere